# USS LST-679
O USS LST-679 foi um navio de guerra norte-americano da classe LST que operou durante a Segunda Guerra Mundial.